# Czerwona Woda (gromada)
Czerwona Woda – dawna gromada, czyli najmniejsza jednostka podziału terytorialnego Polskiej Rzeczypospolitej Ludowej w latach 1954–1972.
Gromady, z gromadzkimi radami narodowymi (GRN) jako organami władzy najniższego stopnia na wsi, funkcjonowały od reformy reorganizującej administrację wiejską przeprowadzonej jesienią 1954 do momentu ich zniesienia z dniem 1 stycznia 1973, tym samym wypierając organizację gminną w latach 1954–1972.
Gromadę Czerwona Woda z siedzibą GRN w Czerwonej Wodzie utworzono – jako jedną z 8759 gromad na obszarze Polski – w powiecie zgorzeleckim w woj. wrocławskim, na mocy uchwały nr 34/54 WRN we Wrocławiu z dnia 2 października 1954. W skład jednostki wszedł obszar dotychczasowej gromady Czerwona Woda ze zniesionej gminy Węgliniec w tymże powiecie. Dla gromady ustalono 19 członków gromadzkiej rady narodowej.
1 stycznia 1960 do gromady Czerwona Woda włączono wsie Bielawa Górna i Strzelno ze zniesionej gromady Gronów w tymże powiecie.
31 grudnia 1961 do gromady Czerwona Woda włączono wieś Stary Węgliniec z osiedla Węgliniec oraz wieś Dłużyna Górna ze zniesionej gromady Dłużyna Dolna w tymże powiecie.
31 grudnia 1961, na mocy uchwały nr 20 WRN we Wrocławiu z 6 października 1961, do gromady Czerwona Woda miano też włączyć wieś Przesieczany ze zniesionej gromady Żarska Wieś w tymże powiecie. Mimo opublikowania uchwały w Dzienniku WRN z 20 grudnia 1961, Rada Ministrów uchwałą nr 510/61 z 28 listopada 1961 odmówiła zatwierdzenia aktualnego punktu uchwały WRN, przez co do zmiany tej nie doszło.
1 stycznia 1967 do gromady Czerwona Woda włączono części dotychczasowego osiedla Węgliniec, które nie weszły w skład nowo utworzonego miasta Węgliniec.
Gromada przetrwała do końca 1972 roku, czyli do kolejnej reformy gminnej.